# Chrysopodes (Chrysopodes) gonzalezi
Chrysopodes (Chrysopodes) gonzalezi is een insect uit de familie van de gaasvliegen (Chrysopidae), die tot de orde netvleugeligen (Neuroptera) behoort. 
Chrysopodes (Chrysopodes) gonzalezi is voor het eerst wetenschappelijk beschreven door Navás in 1913.